# Álvaro Sanz
Álvaro Sanz Catalán (Caspe, 14 februari 2001) is een Spaans voetballer die doorgaans speelt als middenvelder bij CD Mirandés.

## Carrière
Sanz begon zijn carrière bij de plaatselijke club CD Caspe. In 2015 op 14-jarige leeftijd vetrok hij naar de jeugdopleiding van FC Barcelona genaamd La Masia. In juni 2020 tekende hij zijn eerste profcontract en ging spelen voor FC Barcelona B. Hij maakte zijn debuut op 18 oktober 2021 tegen Gimnàstic de Tarragona dat met 1-0 werd gewonnen. Sanz debuteerde voor FC Barcelona op 2 januari 2021, hij verving Nico González in een wedstrijd tegen RCD Mallorca, die met 1-0 werd gewonnen.